# Magnesiumgermanid
Magnesiumgermanid ist eine anorganische chemische Verbindung zwischen Magnesium und Germanium.

## Gewinnung und Darstellung
Magnesiumgermanid kann durch Reaktion von Magnesium mit Germanium gewonnen werden.
{\displaystyle {\ce {2 Mg + Ge -> Mg2Ge}}}

## Eigenschaften
Magnesiumgermanid ist ein dunkelgrauer Feststoff, die praktisch unlöslich in Wasser ist. Unter Einwirkung der Luftfeuchtigkeit tritt der spezifische Geruch von Monogerman auf. Er besitzt eine Kristallstruktur vom anti-Fluorit-Typ.

## Verwendung
Magnesiumgermanid wird als primäres und sekundäres Zwischenprodukt und in der chemischen Forschung eingesetzt. Es bildet Germaniumhydride bei Kontakt mit Salzsäure.